# Обрушение виадука в Генуе
Обрушение виадука в Генуе — техногенная катастрофа в Италии на расположенном в черте Генуи путепроводе «Мост Моранди» (он же мост Польчевера) скоростной трассы A10 Генуя—Савона (европейский маршрут E80). Утром 14 августа 2018 года рухнула одна из двух центральных опор виадука, и вместе с ней 200-метровый пролёт, на котором в этот момент находилось более 30 легковых автомобилей и три грузовика. Погибло 43 человека, 4 из них дети.

## Обстоятельства
Обрушение 200-метрового пролёта автомобильного моста Польчевера произошло в 11:36 по местному времени 14 августа 2018 года на автостраде A10 на севере Италии в городе Генуя. Вместе с пролётом моста вниз сорвалось 35 транспортных средств. Сразу после известий о трагедии на место катастрофы выехал министр транспорта и инфраструктуры Данило Тонинелли.

## Причины и расследование
Было начато расследование по факту обрушения моста и гибели людей. Компания, занимавшаяся содержанием сооружения, сообщила, что мост был в порядке.
Среди причин обрушения, по словам министра транспорта и инфраструктуры Данило Тонинелли, был недостаточный контроль за состоянием моста. Также отмечалось, что обрушению моста могла поспособствовать буря, разразившаяся утром того же дня.
15 августа прокурор Генуи Франческо Коцци назвал причиной обрушения человеческую ошибку, и что предстоит собрать документы и показания по строительству и уходу за мостом. Ранее министр экономики возложил всю полноту ответственности на обслуживающую дороги страны компанию Autostrade per l’Italia. Министерство транспорта и инфраструктуры начало процедуру расторжения концессии с этой компанией.
По сообщению Главного прокурора Генуи, детали моста не обслуживались 25 лет.
Всего расследование было начато в отношении 59 человек, включая бывших руководителей и технических специалистов Autostrade per l’Italia, и её дочерней обслуживающей компании SPEA, работников Министерства транспорта, иных гражданских служащих. Autostrade per l’Italia и SPEA заключили сделку со следствием, по которой выплатили 30 млн евро в качестве компенсации ущерба.
В Лигурии был введён режим ЧС сроком на 12 месяцев.

## Память, траур
Траур был объявлен в Генуе на два дня, 15 и 16 августа. 18-19 августа был объявлен общенациональный траур.
Также с 17 по 19 августа траур был объявлен в Еврокомиссии.
18 августа в Генуе на территории выставочного комплекса прошло прощание с 18 погибшими и первые похороны. Церемонию провёл архиепископ Генуи кардинал Анджело Баньяско.